# Shantungosaurus
Shantungosaurus ist eine Gattung der Hadrosaurier (Hadrosauridae) aus der späten Oberkreide (Maastrichtium). Erste fossile Überreste der Gattung, darunter Schienbeinknochen, wurden 1964 gefunden. Später erfolgten Grabungen in den Jahren 1965, 1966 und 1968. Die Fossilien wurden aus einem graugrünen Sandsteinkonglomerat geborgen.

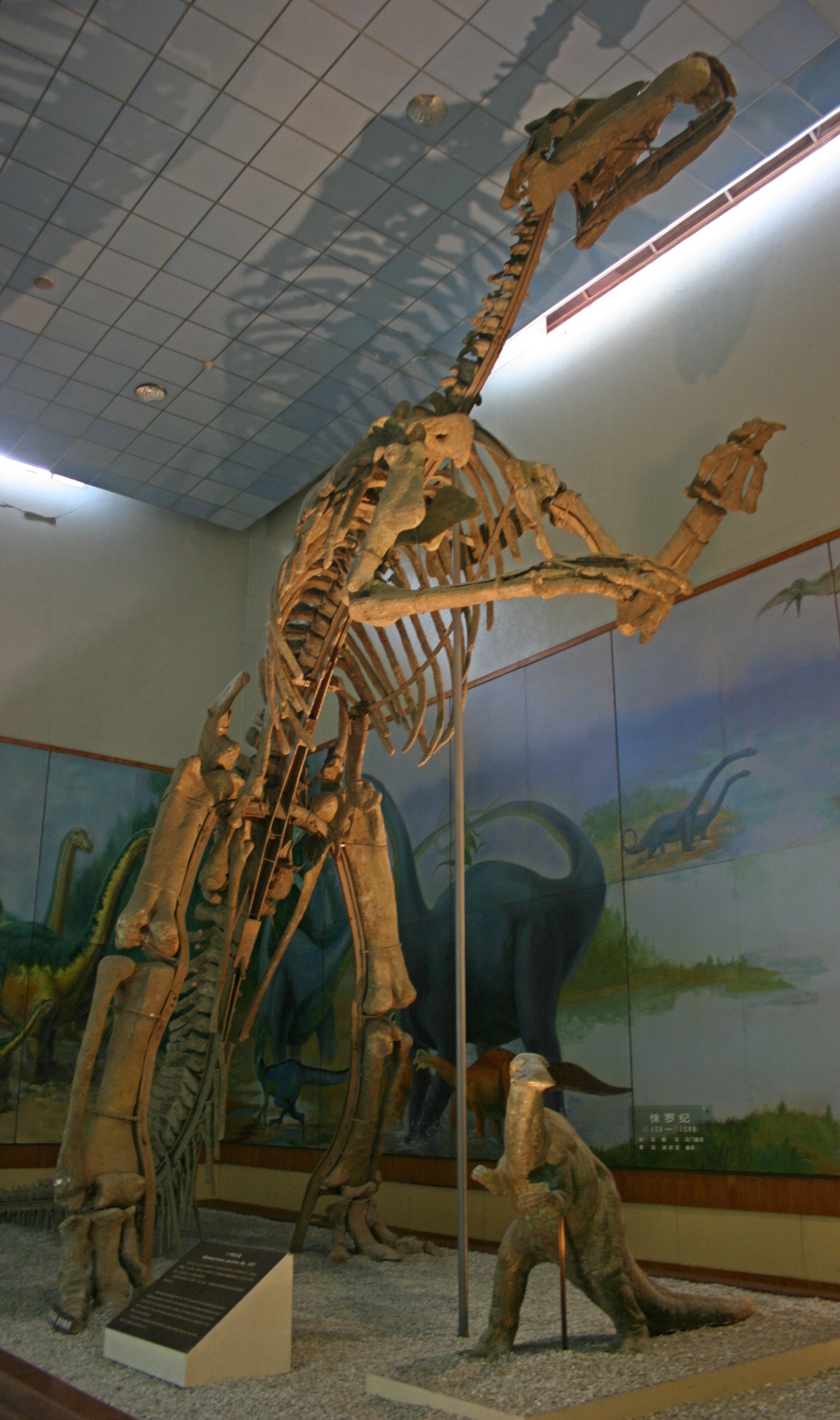
Skelettrekonstruktion im Naturhistorischen Museum Peking

Alle Fossilien wurden in einem einzelnen Steinbruch ausgegraben, sind aber nicht im anatomischen Zusammenhang erhalten. Insgesamt wurden die fossilen Überreste von mindestens fünf Exemplaren gefunden, darunter teilweise erhaltene Schädel und Teile des restlichen Skelettes. 1993 wurde Shantungosaurus von Hu Chengzhi beschrieben. Einzige beschriebene Art ist Shantungosaurus giganteus.
In der paläontologischen Halle des Naturhistorischen Museums Peking wurde ein Skelett aufgestellt, das eine Länge von 14,7 Meter aufweise. Shantungosaurus war damit neben dem nordamerikanischen Edmontosaurus, dem er sehr ähnelt, und Lambeosaurus der größte Hadrosaurier und auch der größte Ornithopode.
Der insgesamt 1,63 Meter große Schädel ist lang und niedrig, die Schnauzenregion aber hoch, die hintere (posteriore) Schädelregion ist breit.